# Tisch No. 6
Tisch No. 6 ist ein Dokumentarfilm der deutschen Regisseurin und Drehbuchautorin Carola Hauck über Studenten der Anatomie aus dem Jahr 1998. Er wurde als ihre Abschlussarbeit an der Filmakademie Baden-Württemberg gedreht. Der Film wurde von Arsenal Filmverleih vertrieben, Kinostart war am 21. Oktober 1999. Die Dokumentation wurde kombiniert in Farbe und schwarz-weiß im Format Super 16 gedreht, das durch Blow-Up auf 35-mm-Film übertragen wurde.

## Inhalt
Tisch No. 6 begleitet vier Studenten der Humanmedizin an der Albert-Ludwigs-Universität in Freiburg im Breisgau in ihrem ersten Anatomiekurs. Während des Wintersemesters 1997/98 wurden sie über fünf Monate bei ihrer Arbeit im Präpariersaal gefilmt sowie Interviews mit ihnen geführt. Gegliedert in acht Kapitel mit Namen wie „Erster Tag“ und „Leichenwende“, beschreibt die Dokumentation die Änderung der jungen Mediziner über die Dauer des Kurses, das Wechselbad ihrer Gefühle zwischen Ekel, Angst und schließlich Faszination für die Perfektion des menschlichen Körpers. Sie lernen Rituale des Umgangs mit den Körperteilen. Der Film beleuchtet auch die Methoden, die Studenten zu Medizinern zu formen.

## Aufführungen (Auswahl)
Der Film wurde zuerst auf den 32. Internationalen Hofer Filmtagen im Oktober 1998 gespielt. Bei der Berlinale 1999 lief er in der Deutschen Reihe.
Die Berliner Charité zeigte den Dokumentarfilm bei einer Einführungsveranstaltung zum Medizinstudium für Schüler der gymnasialen Oberstufe, die Evangelische Akademie zu Berlin 2006 im Rahmen der Tagung Zwischen Leichenschau und Tagesschau. Medizin studieren: Anspruch und Wirklichkeit.

## Auszeichnungen
Die Filmbewertungsstelle Wiesbaden – die heutige Deutsche Film- und Medienbewertung (FBW) – verlieh dem Film das Prädikat Besonders wertvoll. In der Begründung heißt es unter anderem: „Auf vielen handwerklichen Ebenen absolut souverän, erstaunt auf einer anderen Ebene auch die Reife des klugen Films. Die Regisseurin und ihr Kameramann haben viel beobachtet und gesehen.“
Kameramann Hans-Peter Eckhardt wurde für den Deutschen Kamerapreis nominiert.

## Rezeption
Die Dokumentation diente den Darstellern des Thrillers Anatomie von Stefan Ruzowitzky aus dem Jahr 2000 mit Franka Potente in der Hauptrolle zur Vorbereitung auf ihre Rollen und Ruzowitzky zur Grundlagenrecherche. Umgekehrt wird der Tisch No. 6 aber auch als realistische Ausnahme im Kontrast zu den meist reißerischen Darstellungen von Anatomen, wie eben in Anatomie, gelobt.